# Ківшовата
Ківшовата — село в Україні, у Таращанській міській громаді Білоцерківського району Київської області. Населення становить 2400 осіб.

## Географія
У селі беруть початок річки Киндюха і Штинь.

## Історія

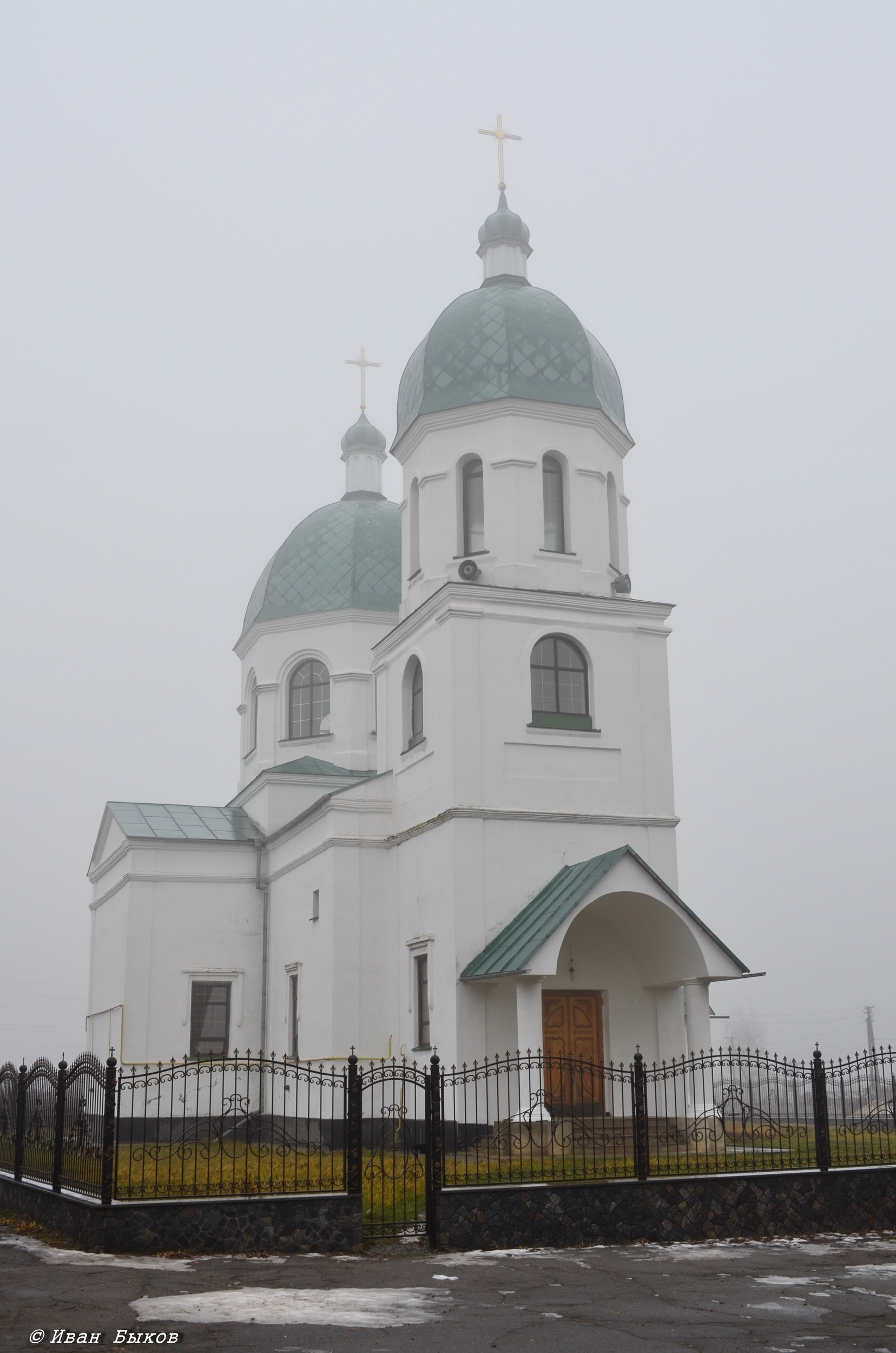
Церква Різдва Богородиці (мур.), село Ківшовата

Сучасна Ківшовата іменується селом. Однак з історичної точки зору це не зовсім справедливо — Ківшовата століття мала статус містечка і ніколи не була Ківшоватою. У десятках історичних документів 18 ст., 19 та на початку 20 ст. вона називається Кошеватою або ж Кошеватим — тобто, назва містечка, ймовірно, пішла від слова «кош» (кіш).
Л. Похилевич писав про Ківшовату: «Основание этого местечка должно отнести ко времени татарского владения, когда было в обыкновении давать татарские названия местностям. Слово „кош“ — татарское, означает стан); но могила, стоящая за местечком на поле, а также замковище относятся еще к более отдаленной древности, потому что во времена нашествий татарских с могилы этой подавали жителям сигналы — в которую сторону спасаться. Между жителями также сохраняется предание, что местечко это основано козаками сечевыми, разбитыми в какой-то битве с польскими войсками, а потому скрывавшимися в лесах, окружающих и ныне Кошевату.
Недалеко, в 10 верстах, у воспоминание о Запорожской Сечи часть из них основала на реке Роси Росевую сечь.»
Очевидно, що обидві версії розповідей про заснування Ківшоватої є вірними — вони просто доповнюють одна одну.
Довгий час про ті героїчні часи нашої історії нашим предкам нагадували руїни кошеватського замку, час будівництва якого відносять до середини 16 століття. Місцевому дослідникові Л. Лащенку вдалося розшукати документальні відомості про те, що кошеватський замок мав подвійну структуру — це робилося тому, що "подвійний « замок ворогам взяти важче, ніж звичайний. Цей замок був одним з важливих осередків колонізації нашого краю після татарського погрому. Недарма подвійну замкову споруду зображено на історичному гербі містечка Кошеватої. Зруйновано замок було під час повстання під проводом Семена Палія в 1702—1703 роках. Саме в цьому замку було вбито і тогочасного володаря Кошеватої Йосипа Йосоповича Млодецького.
Проте, навіть після цього повстання Млодецькі не перестали бути власниками багатого ленного маєтку. До речі, обширність і багатство їхніх маєтностей, мали наслідком те, що в деяких документах панове Млодецькі стали титулуватися графами. Цей титул був підтверджений римським папою наприкінці 19 століття.»

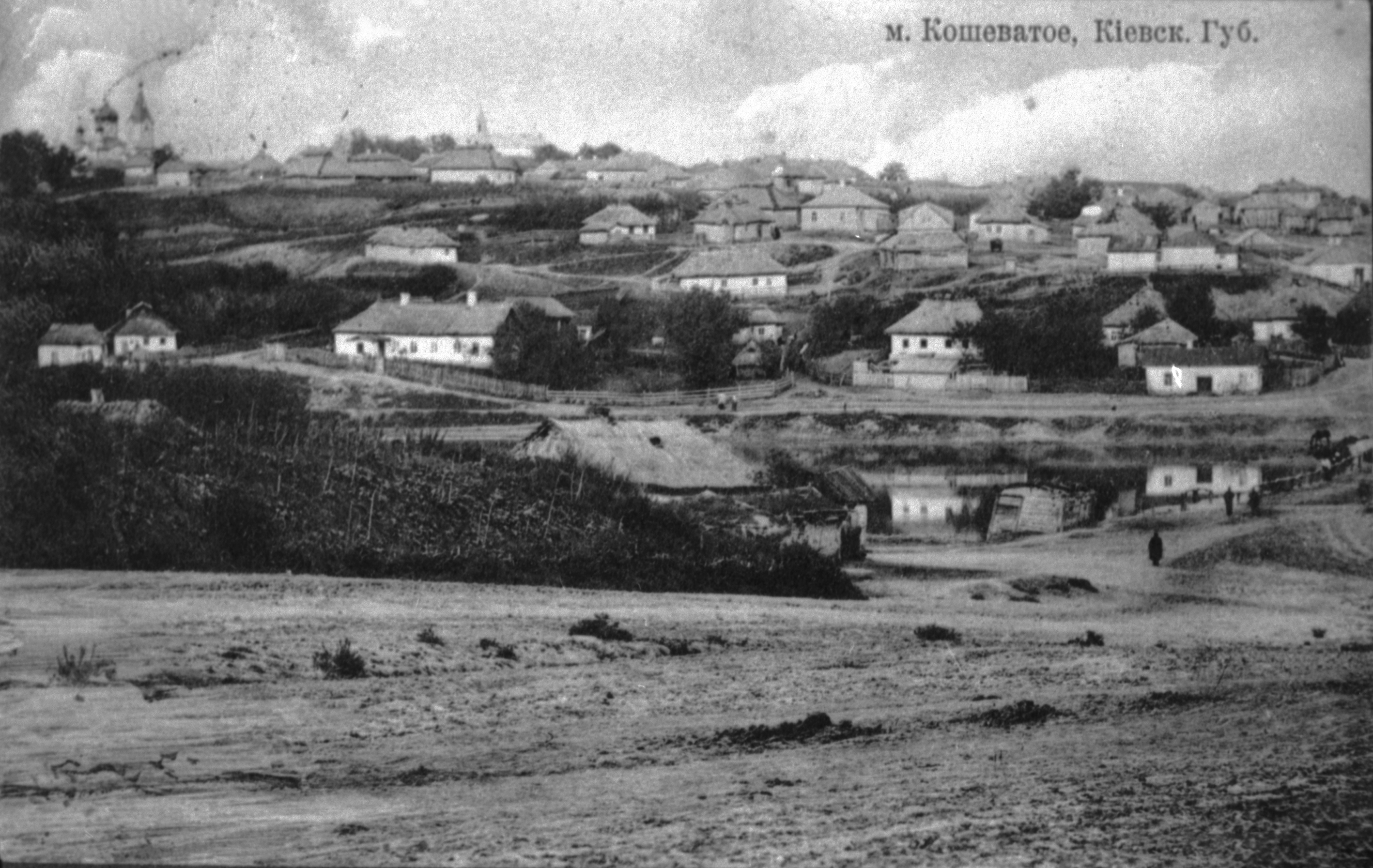
Містечко Ківшовата. Початок ХХ століття.

Село постраждало від колективізації та Голодомору — геноциду радянського уряду проти української нації. У 1922 р. в селі створено сільськогосподарські кооперативи: «Хвиля» (керівник І. А. Бучинський), «Комашня» (І. М. Івашина), «Рій», «Червоний хутір», «Роща». У 1926 році були створені лісомеліоративне та меліоративне товариства.
У 1929 році почалась колективізація. Організувались колгоспи: ім. Шевченка, ім. Петровського, ТСОЗ. В лютому 1930 р. вони об'єднались в один — ім. Леніна. Очолив його Циганенко І. Л. У 1932 році створена Ківшоватська МТС, що обслуговувала 25 колгоспів.
Під час штучно створеного голодомору у селі Ківшовата лише за офіційними даними, що дійшли до наших днів, померло 388 жителів. Причому якщо у січні-грудні 1932 року померло 104 мешканці, то у 1933 році — 284.
У центрі села у 1993 році споруджено меморіал пам'яті безневинно загиблим.

### Мова
Розподіл населення за рідною мовою за даними перепису 2001 року:
| Мова            | Кількість | Відсоток |
| --------------- | --------- | -------- |
| українська      | 2337      | 97.38 %  |
| російська       | 36        | 1.50 %   |
| вірменська      | 17        | 0.71 %   |
| білоруська      | 6         | 0.25 %   |
| румунська       | 1         | 0.04 %   |
| інші/не вказали | 3         | 0.12 %   |
| Усього          | 2400      | 100 %    |

## Відомі люди

### Народились
- Лісняк Юрій Якович (1929—1995) — український перекладач, художник-графік
- Кривоніс Віктор Мефодійович (*1948) — український історик
- Семенович Богдан Володимирович (*1986) — майстер спорту з легкої атлетики, багаторазовий чемпіон України, переможець багатьох міжнародних змагань[джерело?].
- Щербак Степан Терентійович (1 березня 1901 — 22 листопада 1921, Базар, Базарська волость, Овруцький повіт, Волинська губернія) -  український військовик, козак 4-ї Київської дивізії Армії УНР, герой другого Зимового походу. Лицар Хреста Симона Петлюри.

### Демографія
- 1798 рік. Сповідальний розпис парафіян церкви Різдва Богородиці містечка Ківшовата
- 1863 рік. Сповідальні вдомості церков Преображенської та Різдва Богородиці містечка Ківшовата Таращанського повіту
- Перепис євреїв Таращанського повіту 1804 року
- Перепис євреїв Таращанського повіту 1808 року
- Перепис євреїв Таращанського повіту 1835 року
- Перепис євреїв Таращанського повіту 1882 року